# Ruixi (köpinghuvudort i Kina, Guizhou Sheng, lat 28,57, long 107,35)
Ruixi (kinesiska: 瑞溪, 瑞溪镇, 水车把) är en köpinghuvudort i Kina. Den ligger i provinsen Guizhou, i den sydvästra delen av landet, omkring 220 kilometer norr om provinshuvudstaden Guiyang. Antalet invånare är 20 730. Befolkningen består av 10 136 kvinnor och 10 594 män. Barn under 15 år utgör 24,0 %, vuxna 15-64 år 63 %, och äldre över 65 år 11,0 %.